# Frédéric II de Zollern
Frédéric II de Nuremberg, (Frédéric IV, comte de Zollern) (en allemand  Friedrich II von Nuremberg (Friedrich IV, graf der Zollern), décédé en 1142.
Il fut comte de Zollern.

## Famille
Fils de Frédéric Ier, comte de Zollern et de Udihild d'Urach-Dettingen.
Le nom de son épouse est inconnu, il eut deux fils :
- Berthold de Zollern († 1194), sans descendance[2].

- Frédéric Ier de Nuremberg-Zollern, brugrave de Nuremberg, comte de Zollern (Frédéric III)[1].

## Biographie

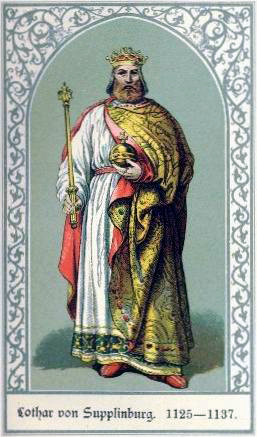
Lothaire III de Supplinbourg

Peu de temps après le décès de son père, Frédéric II de Zollern fut mêlé aux problèmes concernant l'élection du successeur d'Henri V sur le trône du royaume germanique. En cette année 1125, les Électeurs se rencontrèrent à Mayence, ceux-ci d'un commun accord prirent la décision d'écarter la candidature des Hohenstaufen. Ainsi 
Conrad de Franconie et son frère Frédéric Ier le Borgne,
neveux de feu Henri V furent-ils écartés. Par ce rejet, les Électeurs manifestèrent leur volonté de mettre un terme à une succession héréditaire sur le trône du royaume germanique puis de l'Empire romain.
En 1125, Lothaire de Supplinbourg fut élu. Bientôt, Frédéric II de Zollern ne tarda  pas à se ranger aux côtés de Lothaire III. 
Frédéric II, comte de Zollern fut un allié de Lothaire III du Saint-Empire. Il combattit les Welf. Il étendit ses possessions dans le sud-est de l'Allemagne (jusqu'au Rhin supérieur, au Neckar et en Alsace).

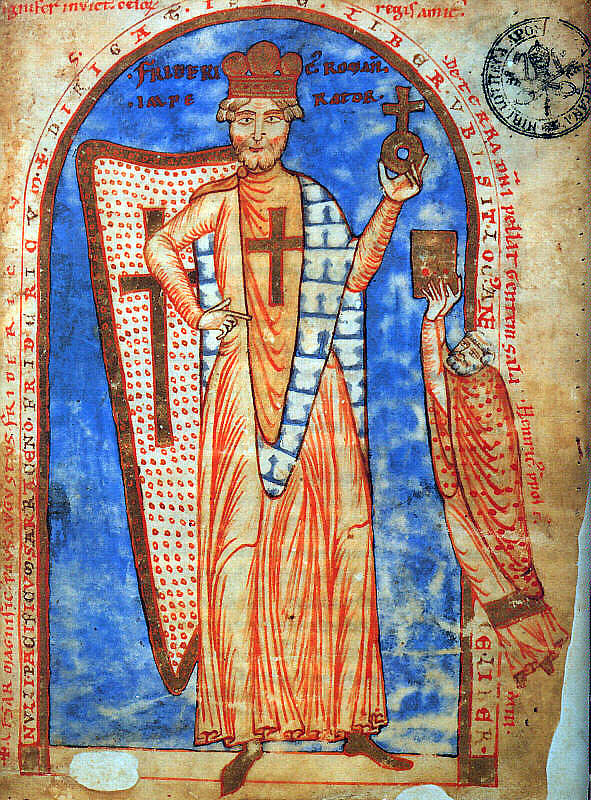
Frédéric Barberousse

Au décès de Lothaire III survenu en 1137, le comte de Zollern puis plus tard son fils aîné Frédéric Ier de Zollern-Nuremberg (1153-1201)
 furent de fidèles alliés des Hohenstaufen. De 1138 à 1152, ils furent les serviteurs de Conrad III puis, de 1152 à 1190 de son successeur, Frédéric Barberousse,.

## Généalogie
Frédéric II, comte de Zollern appartient à la première branche de la Maison de Hohenzollern. Cette première lignée donna des électeurs, des rois et des empereurs à la Prusse et à l'Allemagne, des rois à la Roumanie, (Maison de Hohenzollern-Sigmaringen). Frédéric II, comte de Zollern est l'ascendant de l'actuel chef de la Maison impériale d'Allemagne, le prince Georges Frédéric de Prusse et de Michel Ier de Roumanie.